# Alien Abduction: Incident in Lake County
Alien Abduction: Incident in Lake County es un falso documental estadounidense del género metraje encontrado de 1998.

## Argumento
Una noche en la Cena de Acción de Gracias, un hijo comienza a grabar la cena con su cámara casera y de pronto se va la luz. Entonces, aprovechando la luz de la cámara, los tres hermanos salen al patio en busca de la caja de los fusibles para revisarlos, mientras que el resto de la familia se queda en casa iluminándose con velas.
Mientras aprovechan la luz de la cámara y verifican que los fusibles se encuentren en buen estado, al fondo se ve que unos cables de alta tensión comienzan a hacer corto. Parece que un transformador está explotando y entonces los tres hermanos dejan los fusibles y se acercan a los cables de alta tensión. Allí, alcanzan a ver que a un lado de donde ocurren las explosiones se ve una luz que sobresale en medio de la total oscuridad en la que se encuentran, a excepción de la luz de la cámara de video.
Se acercan y pueden ver un ovni. Es una nave rara y no es como los platillos voladores que siempre han sido imaginados o vistos en el cielo. Al lado de la nave, pasean dos seres extraños que parecen gente de otro planeta y entonces, los tres deciden apagar la luz de la cámara y comenzar a espiarlos y grabarlos.
Los seres extraños parecen recoger cosas y andan revisando todo lo que hay, pareciera que no conocen y tratan de explorar a todo alrededor. Con mucho cuidado caminan y todo les llama la atención; mientras, los hermanos continúan grabando y espiándolos.
Se escucha que el hermano que trae la cámara les dice que se vayan, que se retiren de ahí, que él tiene miedo y que posiblemente los verán y les pueden hacer daño, que mejor se vayan ya a la casa y se olviden de todo eso, a lo que sus hermanos se niegan y le dicen que espere y que siga grabando.
De pronto, uno de los seres se da cuenta de la presencia de los humanos y dispara una especie de rayo láser color rojo, que parece salir de un dispositivo que tiene en su mano.
El extraño ser dispara el rayo y daña a uno en la mano y se escuchan gritos de terror y de desesperación, y en ese instante salen huyendo los tres, sin apagar la cámara y corriendo despavoridos por todo el patio, hasta llegar a su casa, en donde la familia asustada les pregunta qué sucede. Ellos les cuentan rápidamente las cosas que acaban de ver. Entonces, el hermano mayor les indica a todos que se vayan a encerrar a las recámaras, mientras saca su escopeta.
Allí comienza una lucha con disparos que se ven bastante reales y peligrosos que salen de la escopeta. Caminan por toda la casa y prácticamente la familia está luchando por su vida y los extraterrestres, pareciera que no quieren que esa historia sea contada. Ellos parecen no conocer las cámaras de video, porque en un momento dado, uno de ellos toma la cámara y la examina con mucho cuidado y detenimiento y que aparenta haber detenido el tiempo momentáneamente, y sin hacerle daño al portador de la cámara, se la regresa tranquilamente y el alien se retira del lugar.
Al parecer este alien es atrapado en un cuarto de la vivienda; este ser enseguida utiliza un tipo de rayo/luz láser que atraviesa la puerta. Los integrantes le disparan, al parecer matándolo, pero cual fue su sorpresa que momentos después este desaparece, colocan un librero y una cuerda puesta a modo de traba en la puerta, pero momentos después estos objetos se encontraban fuera de lugar donde habían sido colocados.
Al final, sólo se ve que la cámara queda encendida y todo en silencio.
En casi todo el momento del documental, la pequeña Rosie aparentemente muestra signos de haber sido abducida con anticipación.
Luego, se sientan en familia los pocos integrantes que quedan apoyando la cámara en la mesada de la cocina apuntando hacia la mesa y de repente una luz roja brilla y aparecen dos seres. Los extraterrestres finalmente abducen a toda la familia.

## Reparto
- Kristian Ayre ...  Tommy McPherson
- Michael Buie ...  Brian McPherson
- Aaron Pearl ...  Kurt McPherson
- Katlyn Ducharme ...  Rosie McPherson
- Ingrid Kavelaars ...  Linda McPherson
- Benz Antoine ...  Matthew McPherson
- Marya Delver ...  Melanie
- David Kaufman ...  Tommy McPherson (voz)
- Emmanuelle Chriqui ...
- Shari Khademi ...  Alien #1
- Myles Wolf ...  Alien #2

## Producción
Creada por Kenneth Cueno Productions, y dirigida por Dean Alioto, la película retrata a una familia de apellido McPherson siendo abducida por extraterrestres en el Condado de Lake, Montana. Es un remake de The McPherson Tape (también conocida como UFO Abduction), una película de bajo presupuesto filmada por Dean Alioto en 1989, también en formato de vídeo casero. El hecho de que se tratara de una recreación de otra cinta llevó a la confusión sobre qué fue de la cinta original.
A pesar de tratarse de un trabajo de ficción, durante años ha circulado la leyenda urbana de que la película es una filmación real, o al menos la recreación de un incidente real, a lo que contribuyó que fuese filmada con una cámara de vídeo casera.